# Vlag van Kagawa

Vlag van Kagawa (ratio 2:3)

De prefecturale vlag van Kagawa bestaat uit een olijfgroen vlak met een wit gestileerd katakana-karakter カ [ka] in de vorm van een olijfblad, symbool van vrede sinds de oudheid. Het staat ook voor een gezegend klimaat en ontwikkeling. Olijfgroen is een kleur van de olijf, de prefecturale boom, en wordt al meer dan 100 jaar in de prefectuur verbouwd. De prefecturale vlag werd op 1 oktober 1977 aangenomen.